# Bambusa utilis
Bambusa utilis là một loài thực vật có hoa trong họ Hòa thảo. Loài này được W.C.Lin mô tả khoa học đầu tiên năm 1964.